# موي يات
موي يات (بالصينية: 梅 逸) ولد في 28 يونيو عام 1938م هو ممارس فنون قتالية صيني، ورسام، وصانع ختم، ومعلماً ومؤلفًا. كان طالبًا عند المعلم ييب مان وعلمه ييب مان أسلوب الوينج تشون. في عام 1957 حتى وفاة ييب مان في عام 1972م. كان لدى موي يات زوجة وأطفال زوجته هي هيلين وأولاده فيفين وويليام وفيفا.و لديه أحفاد لا يزالون على قيد الحياة.

## تعليمه لأسلوب الوينج تشون
كان موي يات معلم لفن الوينج تشون بدأ التدريس. في هونغ كونغ، في عام 1962، بتوجيه من، معلمه ييب مان. بعد وفاة ييب مان، انتقل موي إلى مدينة نيويورك وبدأ التدريس هناك حتى تقاعده من التدريس في سن 60 سنة . وفقًا لمجلة Inside Kung-Fu، كان من بين أهم طلابه صني تانغ.

## كتبه
ألف موي يات ستة كتب:
1. 108 Muk Yan Jong.[9]
2. Wing Chun Kuen Kuit.[10]
3. A Legend of Kung Fu Masters.[11]
4. Dummy: A Tool for Kung Fu.[12]
5. Wing Chun Trilogy.[13]
6. Luk Dim Poon Kwan.[14]

يتضمن Wing Chun Kuen Kuit مطبوعات للنقوش الحجرية الشهيرة لـ موي يات للتاريخ والنسب والمبادئ الرئيسية لأسلوب الوينج تشون في الكونغ فو.

## أشهر طلابه
من بين آلاف الطلاب الذين الذين قام بتدريسهم طوال حياته المهنية، قام موي يات بتسمية طلابه الخمسة الكبار في آخر كتاب له، Luk Dim Poon Kwan: "جيفري تشان، صني تانغ، هنري موي، لي موي شان، وميكي تشان.